# Ctenoplectra davidi
Ctenoplectra davidi  (лат.) — вид пчёл из семейства Apidae (триба Ctenoplectrini).

## Распространение
Азия (Китай), Дальний Восток (юг Приморского края).

## Описание
Одиночные пчёлы чёрного цвета, блестящие, лапки жёлтые. Длина самок около 1 см (самцы мельче: 5—8 мм). Гнёзда строят в древесине. Единственный представитель рода Ctenoplectra и трибы Ctenoplectrini (ранее выделяемой в отдельное семейство Ctenoplectridae) в фауне бывшего СССР и России. Опылители некоторых дикорастущих мелкоцветковых растений семейства Тыквенные, например Тладианты сомнительной (Thladiantha dubia).